# ری تیل
رِی تیل (انگلیسی: Ray Teal؛ ‏ ۱۲ ژانویهٔ ۱۹۰۲ – ۲ آوریل ۱۹۷۶) بازیگر اهل ایالات متحده آمریکا بود. وی بین سال‌های ۱۹۳۷ تا ۱۹۷۴ میلادی فعالیت می‌کرد.
از فیلم‌ها یا برنامه‌های تلویزیونی که وی در آن نقش داشته است، می‌توان به کمین، سربازهای یک‌چشم، محاکمه در نورنبرگ، بونانزا، چیزام، وحشی، تکخال در حفره، کری، فردا هم روز خداست، هیچ‌کس نخواهد گریخت، شهر در اسارت، بازگشت طولانی جونز و خشم صحرا اشاره کرد.

## مرگ
او به دلایل نامعلومی در سانتا مونیکا، کالیفرنیا درگذشت.